# Blies
Die Blies ist ein knapp 100 km langer rechter Nebenfluss der Saar im deutschen Bundesland Saarland und in der französischen Region Grand Est (Département Moselle) und durchquert auf ihrem Lauf vom Nordosten des Saarlandes im Landkreis St. Wendel bis zum Südzipfel des Landes mehrere Naturräume.
Die Blies ist mit einer Wasserführung von 20,7 m³/s an der Mündung nicht nur der größte Nebenfluss der Saar, sondern hydrologisch sogar deren Hauptquellast, da die Saar an dieser Stelle mit 19,0 m³/s mittlerem Abfluss etwas kleiner ist. Vom Gesamteinzugsgebiet an der Mündung nimmt die Blies mit 1889 von 3673 Quadratkilometern auch knapp mehr als die Hälfte ein.
Die Blies ist aus hydrologischer Sicht selbst Nebenfluss des Schwarzbaches, der, schon deutlich vor der Mündung in die Saar, etwa die Hälfte des Gesamtabflusses bereitstellt. Indes hat sich der Schwarzbach wiederum erst unmittelbar vor seiner Mündung durch die Einmündung des Hornbachs fast verdoppelt. De facto handelt es sich beim System der Blies also um einen sehr unregelmäßigen Fächer mit drei Hauptarmen, während die Saar ihr Wasser nach dem Zusammenfließen von Roter und Weißer Saar eher kontinuierlich vermehrt hat.

## Name
Der Name der Blies leitet sich vom keltischen „blês“ ab, was so viel wie „zischen“ oder „die Zischende“ bedeutet.

## Zuflüsse
- Linke Nebenflüsse sind Todbach, Oster, Bexbach, Feilbach, Schwarzweihergraben, Erbach, Lambsbach, Schwarzbach, Hetschenbach und Gailbach.

- Rechte Nebenflüsse sind Sinnerbach, Erlenbrunnenbach, Mutterbach, Würzbach und Mandelbach.

## Naturräume des Einzugsgebietes
Das Quellgebiet der Blies liegt zwischen Selbach und Gronig am Momberg (mundartlich Mommerich) im Nohfelden-Hirsteiner Bergland mit submontaner bis montaner Höhenstufe (typisches Pflanzenvorkommen: Quirlblättrige Weißwurz; Polygonatum verticillatum).

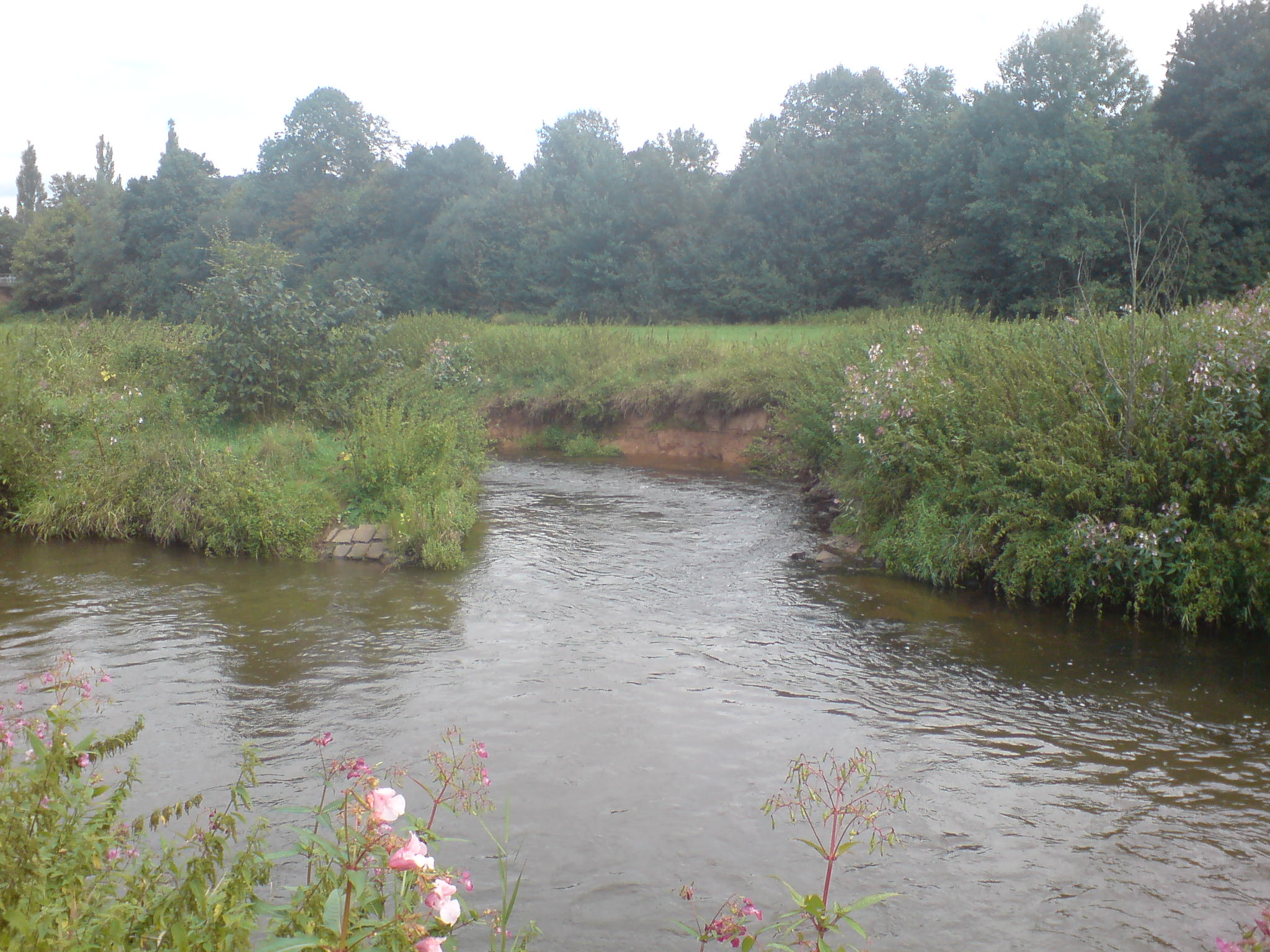
Blies an der Erbachmündung in Homburg-Schwarzenbach

Südwärts fließt die Blies über eine längere Strecke, dabei Bliesen, St. Wendel und Ottweiler passierend, durch das Prims-Blies-Hügelland mit ausgeprägter Reliefenergie und hohem Waldanteil (insbesondere Buchenwälder). Die Böden bieten der Landwirtschaft hier nur mäßige Ertragsbedingungen. Die Talwiesen stehen teilweise unter Naturschutz. Am Südrand des Naturraums verlässt der Fluss den Naturpark Saar-Hunsrück.
Bei Neunkirchen (Saar) tritt die Blies in den Neunkircher Talkessel ein, der Teil des Naturraumes Saarkohlenwald ist. Diesen verlässt sie bei Wellesweiler bereits wieder, um das Homburger Becken, das zur St. Ingbert-Kaiserslauterer Senke gehört, von Nord nach Süd zu durchqueren. Bei Wörschweiler tritt sie in das Untere Bliestal ein – ein Teil des Pfälzisch-Saarländischen Muschelkalkgebietes und durchquert dabei die Naturräume Blieskasteler Bliestal, Gersheimer Bliestal und Bliesransbacher Schlingen. Der Unterlauf im Bereich des Saarpfalz-Kreises gehört zum  Saar-Bliesgau. Der weit über das Saarland hinausreichende Naturraum ist klimatisch begünstigt und hat einen hohen Anteil an seltenen und schutzwürdigen Lebensräumen (z. B. Kalk-Halbtrockenrasen, Streuobstwiesen) und Arten (z. B. Orchideen). Ab Bliesbruck (deutsch: Bliesbrücken) fließt die Blies nach Westen, zunächst für 3,5 km durch französisches Staatsgebiet und dann für 16 km als Grenzfluss zwischen Frankreich und Deutschland. In der Grenzstadt Saargemünd (franz.: Sarreguemines), die zum Naturraum Saargemünder Saartal gehört, mündet sie in die Saar (bei Saar-km 104,0).

## Geologie
Im Oberlauf, in den Gesteinen des unteren Rotliegenden, bilden die Blies und ihre Nebengewässer verbreitet kleine Schluchten, weiter unterhalb Kerbtäler und Sohlenkerbtäler. Im Bereich des Spiemont bei Oberlinxweiler ist das Bliestal durch widerständiges Vulkanitgestein (Kuselit) eingeengt (Linxweiler Pforte). Die Blies durchfließt anschließend die Ottweiler und Saarbrücker Schichten des Karbons, dann in breiterem Tal und einstmals mäandrierend Schichten des Buntsandsteins und ab Breitfurt in wieder engerem Tal Schichten des Muschelkalks.
Die Blies wird bei breiterem Überschwemmungsgebiet dem Gewässertyp Auetalgewässer zugeordnet und im Unterlauf den Mäandertalgewässern.

## Hydrologie

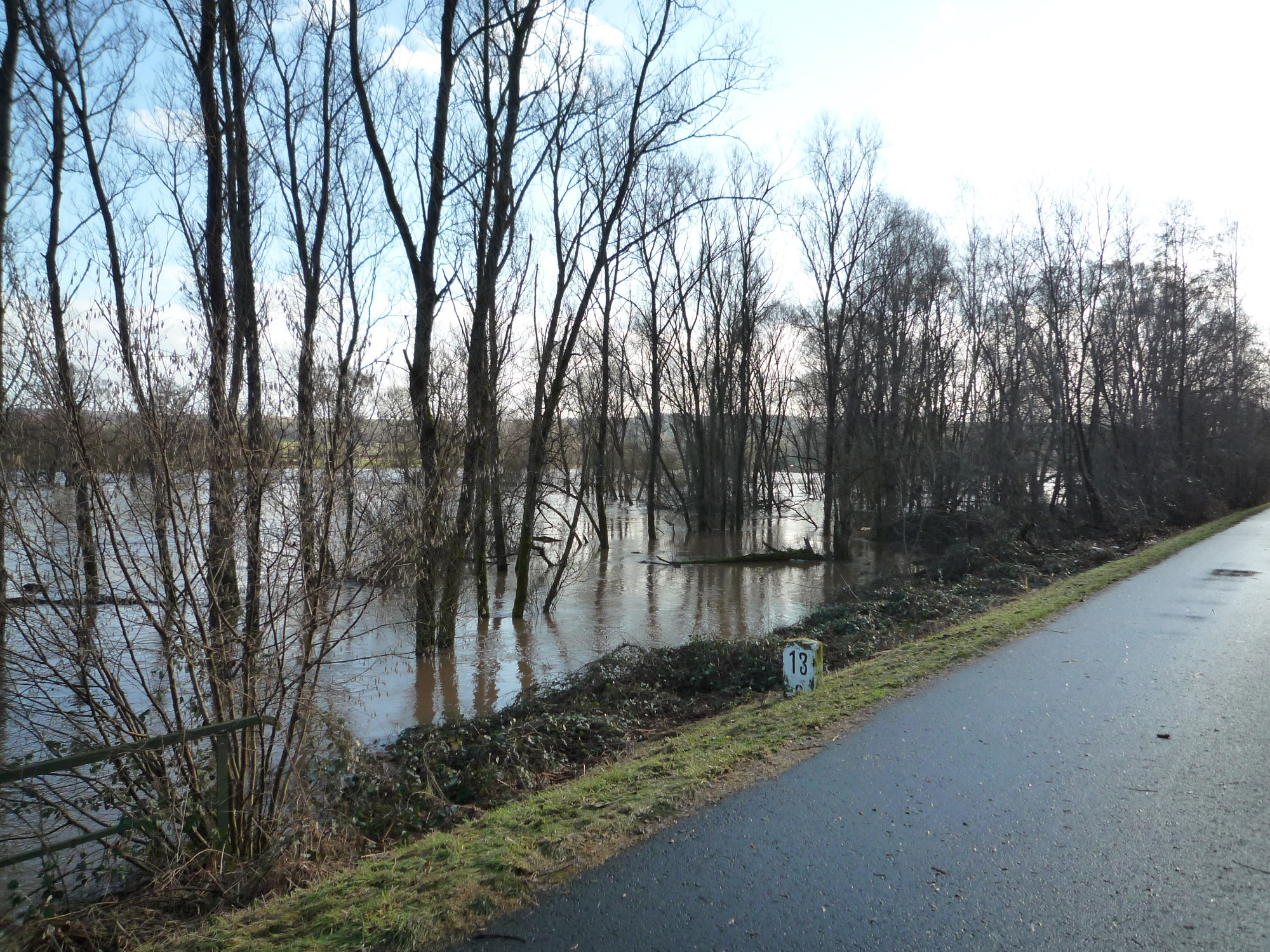
Überschwemmte Bliesaue bei Blieskastel nach Hochwasser im Januar 2011; Ufergehölz hauptsächlich Schwarzerle; im Vordergrund Bliestal-Radweg

Die Wasserführung der Blies ist starken Schwankungen unterworfen. Am Pegel Reinheim liegt die Differenz zwischen Hoch- und Niedrigwasser im Bereich von mehreren Metern. Die Abflussmenge schwankte nach den bisherigen Aufzeichnungen zwischen 2,9 m³/s (am 24. Juli 1959) und 373 m³/s (am 21. Dezember 1993). Bei den Hochwassern in den Jahren 1970 und 1993 wurde die Altstadt von Blieskastel fast komplett überflutet. Ein Grund für hohe Sachschäden ist die Bebauung der Auenflächen, wodurch auch der natürliche Hochwasserrückhalteraum verringert wurde. Künstliche Rückhaltebecken wie das Ende der 1990er Jahre fertiggestellte bei Ottweiler bieten nur schwerpunktweisen Ersatz. Gefördert werden daher vermehrt Gewässerrenaturierungen wie die der Oster, die als gelungenes Beispiel gilt.
An der Blies sind auf deutscher Seite sechs Pegel eingerichtet (in Oberthal, Alsfassen (St. Wendel), Ottweiler, Neunkirchen, Blieskastel, Reinheim). Durch weitere Pegel werden die Nebenflüsse Todbach, Oster, Erbach,  Schwarzbach, Würzbach, Hetschenbach und Mandelbach,  beobachtet.
Die Hochwasserkennwerte der Blies liegen bei mehr als dem Doppelten der Saar. Ihr geringfügig höherer mittlerer Abfluss spiegelt sich darum auch nicht im Niedrigwasserbett der Blies wider; somit erscheint sie bei normalem Wasserstand nicht nur dem Namen nach als Nebenfluss.
| Pegel (Nebenfluss)                                                                             | km bis Saar/Blies | Höhe über NHN | Einzugsgeb. | mittl. Abfluss/s. |
| ---------------------------------------------------------------------------------------------- | ----------------- | ------------- | ----------- | ----------------- |
| Oberthal-Gronig                                                                                | 95,2 km           | 309,8 m       | 8,4 km²     | 0,3 m³            |
| Alsfassen                                                                                      | 86,5 km           | 275,2 m       | 42,0 km²    | 0,72 m³           |
| Ottweiler                                                                                      | 74,1 km           | 251,0 m       | 142,0 km²   | 2,26 m³           |
| Neunkirchen                                                                                    | 64,5 km           | 237,2 m       | 318,0 km²   | 4,68 m³           |
| Blieskastel *)                                                                                 | 36,7 km           | 213,4 m       | 1716,0 km²  | 16,0 m³           |
| Reinheim                                                                                       | 20,7 km           | 202,0 m       | 1798,0 km²  | 19,0 m³           |
| Urweiler (Todbach)                                                                             | 0,25 km           | 273,8 m       | 42,1 km²    | 0,73 m³           |
| Hangard (Oster)                                                                                | 3,75 km           | 250,5 m       | 112,1 km²   | 1,58 m³           |
| Einöd (Schwarzbach)                                                                            | 0,8 km            | 217,0 m       | 1152,0 km²  | 10,4 m³           |
| Lautzkirchen (Würzbach)                                                                        | 0,85 km           | 217,4 m       | 56,1 km²    | 0,2 m³            |
| Walsheim (Hetschenbach)                                                                        | 2,5 km            | 242,7 m       | 6,2 km²     | 0,2 m³            |
| *) Pegel Blieskastel von März 1988 bis Dezember 1994 nicht beobachtet, keine Abflussermittlung |                   |               |             |                   |

Das Einzugsgebiet der Blies umfasst 1.889 km² und übertrifft damit das der nahezu gleich großen Saar; dieses umfasst an der Einmündung 1.784 km². Seinerseits wird das Einzugsgebiet der Blies an der Stelle der Einmündung des wichtigsten Nebenflusses, des Schwarzbaches, von dessen Einzugsgebiet übertroffen, das gut die doppelte Fläche hat.

## Nutzungsgeschichte

### Be- und Entwässerungsgenossenschaften
Ufernahes, fruchtbares Schwemmland wurde ab Mitte des 18. Jahrhunderts durch Entwässerungsmaßnahmen auch in weiten Teilen der Bliesaue erschlossen. Mit dieser Entwicklung eng verbunden sind die Be- und Entwässerungsgenossenschaften im Bliestal, deren Aufgabe es war, die landwirtschaftliche Produktion zu fördern, d. h. Entwässerung bei großem Wasserangebot und Bewässerung in Trockenzeiten. Zwei der ursprünglich drei Wasser- und Bodenverbände sind noch aktiv.
| Gegründet             | Name                                              | Größe  | Status                                              |
| --------------------- | ------------------------------------------------- | ------ | --------------------------------------------------- |
| Mitte 18. Jahrhundert | Be- und Entwässerungsgenossenschaft Niederbexbach | 160 ha | aktiv                                               |
| ?                     | Wasser- und Bodenverband Altstadt                 | ?      | Anlagen noch existent, aber nicht mehr im Unterhalt |
| 1979                  | Wasser- und Bodenverband Einöd                    | 300 ha | aktiv                                               |

Be- und Entwässerungsgenossenschaft Niederbexbach:
Die Be- und Entwässerungsgenossenschaft Niederbexbach wurde im Jahr 1789 als Niederbexbacher Wässerungsanstalt auf freiwilliger Basis gegründet. Das Edikt von Fürst Wilhelm Heinrich von Nassau–Saarbrücken von 1765 wurde abgelöst durch das Bayrische Wassergesetz im Jahre 1852. Seit 1909 ist die Genossenschaft in der heutigen Form eine der wenigen noch aktiven Be- und Entwässerungsgenossenschaften im Südwesten Deutschlands.
Die gesamte Anlage in den Wässerwiesen besteht aus den beiden Blieswehren – dem Haseler Wehr und dem Holzauwehr –, zwölf Nebenschleusen im Hauptgraben und drei weiteren Schleusen in den Nebengräben sowie den Wassergräben, die eine Gesamtlänge von 16.800 m haben. Die Genossenschaftsfläche, die sich auf den Gemarkungen von Niederbexbach, Kohlhof, Limbach und Altstadt erstreckt, umfasst circa 156 ha und 1400 Flurstücke.
Das Haseler Wehr wurde 1748/50 als Mühlenwehr der Haseler Mühle und das Holzauwehr neben dem damaligen Flussbett in den Jahren 1779/81 erbaut. Während das heutige Haseler Wehr in den Jahren 1937/38 in Beton südlich der alten Stelle neu errichtet wurde, ist das Holzauwehr in renoviertem Zustand erhalten. Beide Anlagen stehen als Zeugnisse saarländischer Wirtschaftsgeschichte unter Denkmalschutz.

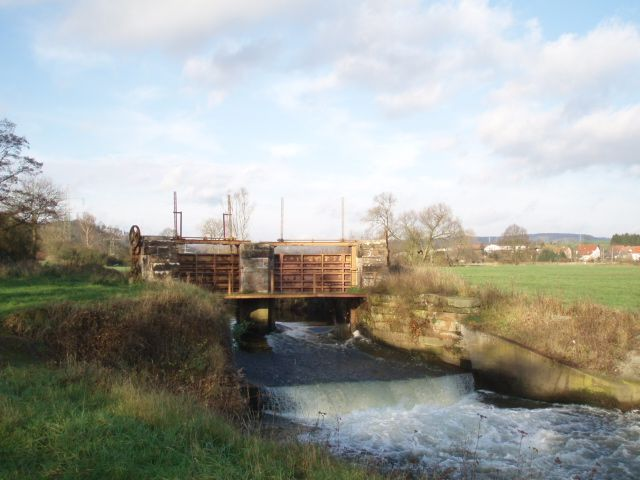
Holzauwehr
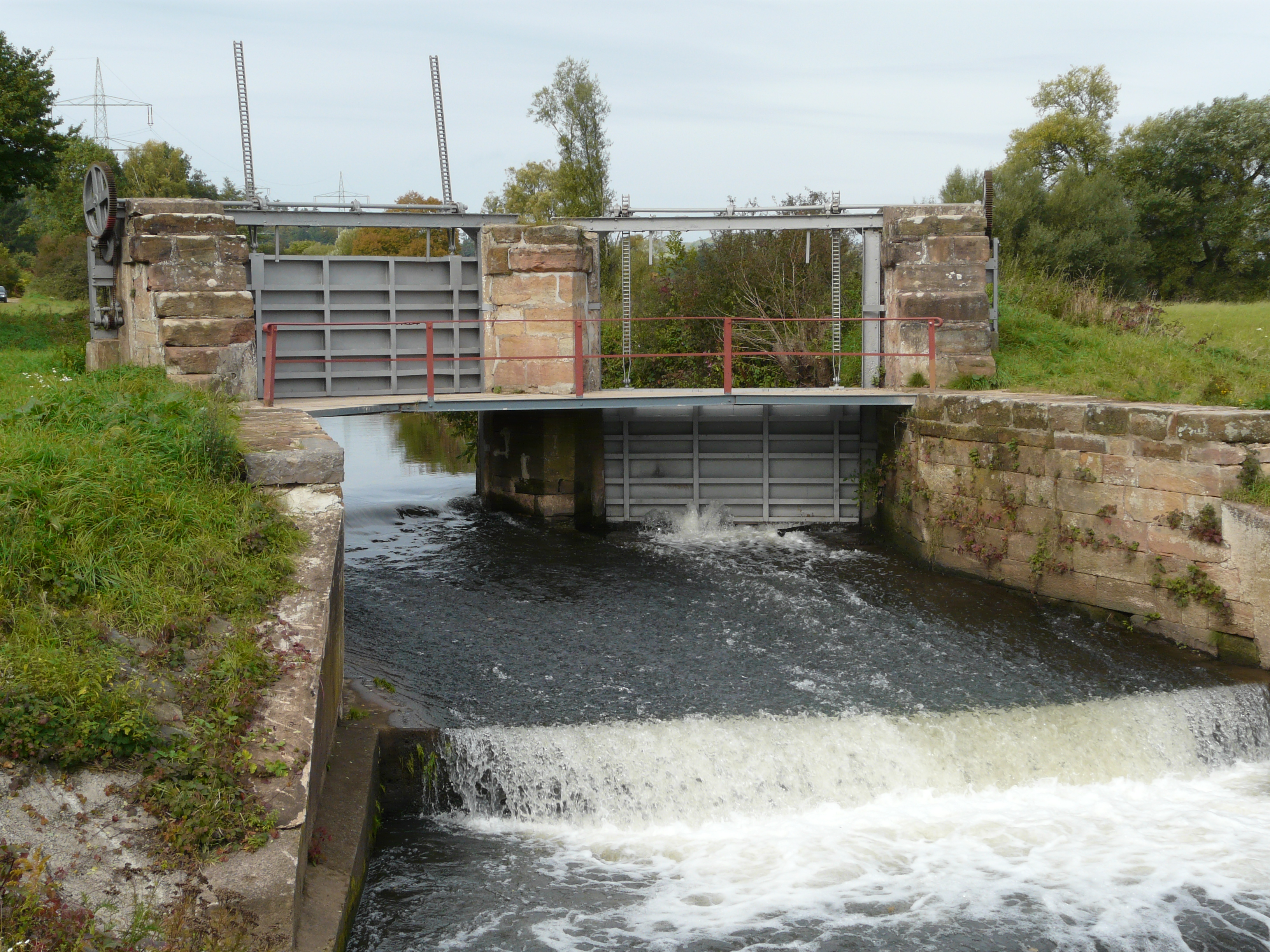
Renoviertes Holzauwehr
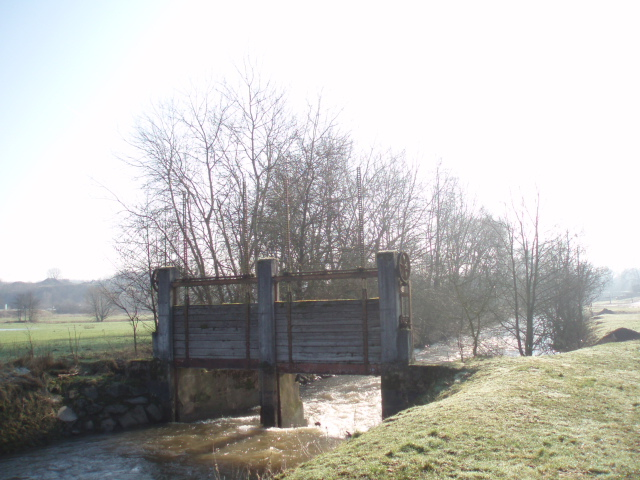
Haseler Mühlenwehr
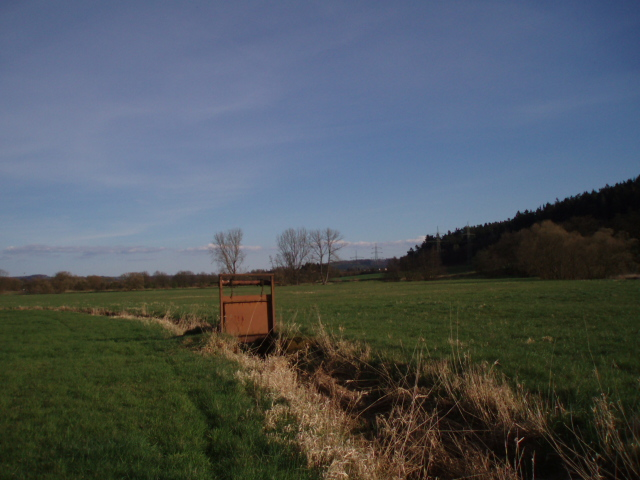
Nebenschleuse „Schlies“

### Mühlen

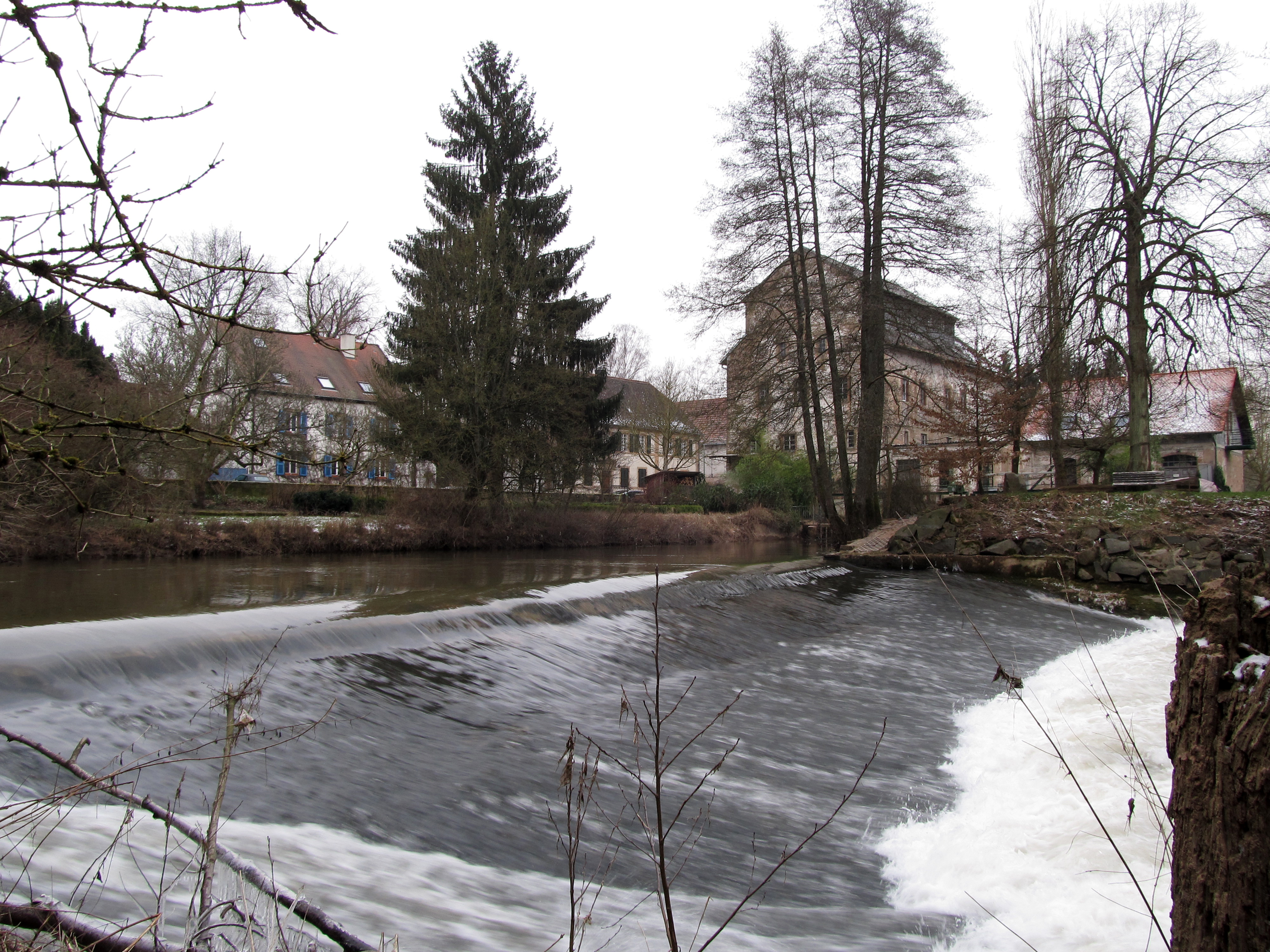
Streichwehr der ehemaligen Mühle in Mimbach

Die Mühlenwirtschaft gehört zu den ältesten Gewerben an der Blies. In Breitfurt befindet sich mit der Bliesmühle noch ein aktiver Mahlbetrieb. Andere Mühlen, wie in Mimbach, Gersheim oder Herbitzheim, wurden zur Wasserkraftgewinnung umgebaut. Vielfach erinnern aber heute nur noch Ruinen an die ehemaligen Mühlen.
An der Blies gibt es auf deutscher Seite derzeit noch sieben ehemalige Mühlen mit Wasserstaueinrichtungen, d. h. quer im Gewässer eingebaute Streichwehre, die den Sinn hatten, das Wasser aufzustauen, um auch bei Niedrigwasser gleichmäßig Wasserkraft zur Verfügung zu haben. Diese Querbauwerke führten aber auch zu den ersten schwerwiegenden Eingriffen in Gewässerbett und Gewässerverlauf: Das Wasser wurde angestaut und damit der natürliche Geschiebetransport des Gewässers unterbunden. Für gewässeraufwärts wandernde Wasserorganismen (z. B. Fische) entstanden unüberwindliche Hindernisse.

### Flößerei
Bis in das 19. Jahrhundert wurde auch Flößerei auf der Blies betrieben. Der aus dem Pfälzerwald kommende Schwarzbach war auf ganzer Länge flößbar, die Blies ab der Einmündung des Schwarzbachs. Die Flößer brachten das geschlagene Holz bis nach Saarbrücken, wo sich die kleineren Flöße auch aus anderen Seitengewässern trafen und es – in größeren Einheiten – saarabwärts, über Mosel und Rhein bis nach Holland geflößt wurde. Man sprach an der Blies dann vom Holländerholz, welches insbesondere im Schiffbau Verwendung fand. Durch die Mühlenwehre in der Blies wurde das Flößen behindert. Flößer und Müller mussten sich daher arrangieren. Während das Holz durch Öffnungen im Wehr gewässerabwärts verbracht wurde, fehlte der Mühle unter Umständen das Wasser zum Antrieb des Mühlrades, weshalb die Flößer an die Müller eine Entschädigung zu zahlen hatten, das sogenannte Schließgeld (Schleusengeld).

### Ausbaugeschichte
Mehr als die Mühlen veränderte der Kulturwasserbau der vergangenen Jahrzehnte das Flussbett. Die Gesamtlänge der Blies wurde von etwa 120 km auf knapp 100 km verkürzt (d. h. um 17 %) bei entsprechend erhöhtem Gefälle. In den 1930er Jahren begradigte in einer ersten Phase der Reichsarbeitsdienst die Blies, z. B. bei Neunkirchen. Später verkürzte die Wasserwirtschaftsverwaltung – meist auf Druck aus der Landwirtschaft – Mäanderstrecken, sicherte die Ufer mit Steinen und entfernte Gehölze, besonders zwischen Oberthal und Blieskastel zwischen 1960 und 1985.

## Schutz und Entwicklung der Lebensräume

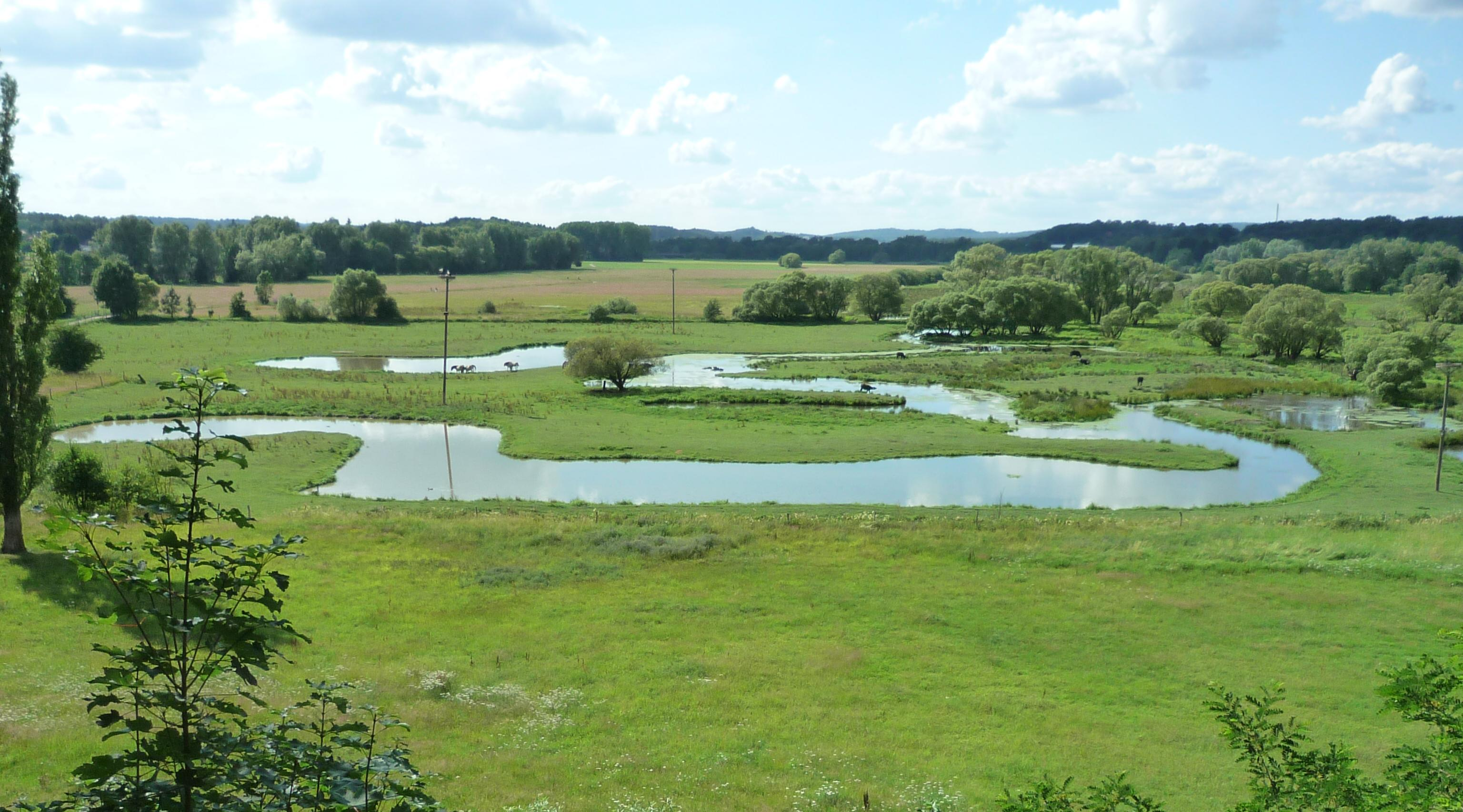
Bliesaue zwischen Limbach und Beeden

Die Blies und Teile ihrer Auen zwischen Limbach und Reinheim wurden als europäisches Schutzgebiet nach der FFH-Richtlinie gemeldet und damit Teil des europaweiten Schutzgebietsnetzes Natura 2000. Im Mai 2009 wurde der Bliesgau durch die UNESCO als deutsches Biosphärenreservat anerkannt.

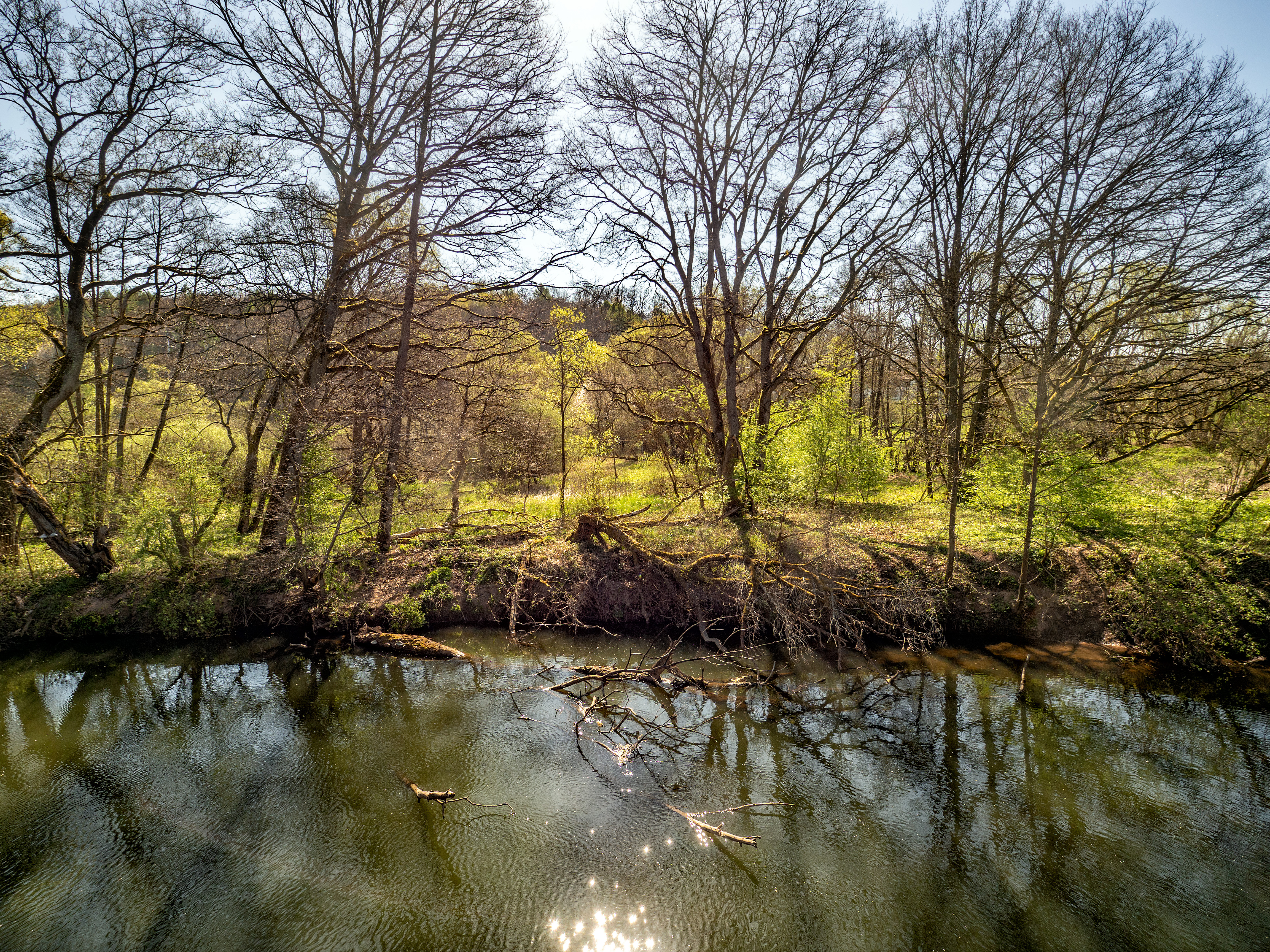
Ufer der Blies zwischen Breitfurt und Blickweiler

Als Maßnahmen zur naturnahen Gewässerpflege und -entwicklung werden unter anderem befestigte Ufer aufgebrochen, neu gestaltet und bepflanzt, Gewässersohlen strukturiert und Auen vor weiterer Bebauung geschützt, so bei Wörschweiler und Ingweiler. Aufstiegshilfen für wandernde Arten wie die Bachforelle stehen noch aus. Darüber hinaus ist der Bereich  der „Bliesaue zwischen Blieskastel und Bliesdalheim“ seit dem 2. November 2015 unter Naturschutz gestellt (N 6709-302).

### Fauna
Nach dem Bau von Kläranlagen, insbesondere im Oberlauf des Flusses und seiner oberen Zuflüsse, hat sich die Wasserqualität deutlich verbessert. Auf der Wassergütekarte des Saarlandes ist die Blies 2010 vollständig als unproblematisch markiert. Anzutreffen sind vor allem die Bachforelle (Salmo trutta forma fario), die Mühlkoppe (Cottus gobio), Elritze (Phoxinus phoxinus) und Bachschmerle (Barbatula barbatula), Äschen, Karpfen, Störe, Waller, Hecht, Zander, Nasen, Barben, Rotaugen, Rotfedern, Brassen, Schneider, Moderlieschen, Flusskrebse, Döbel, Barsche.
An der Blies wurden zu Beginn des 21. Jahrhunderts wieder Biber angesiedelt.

### Vegetation

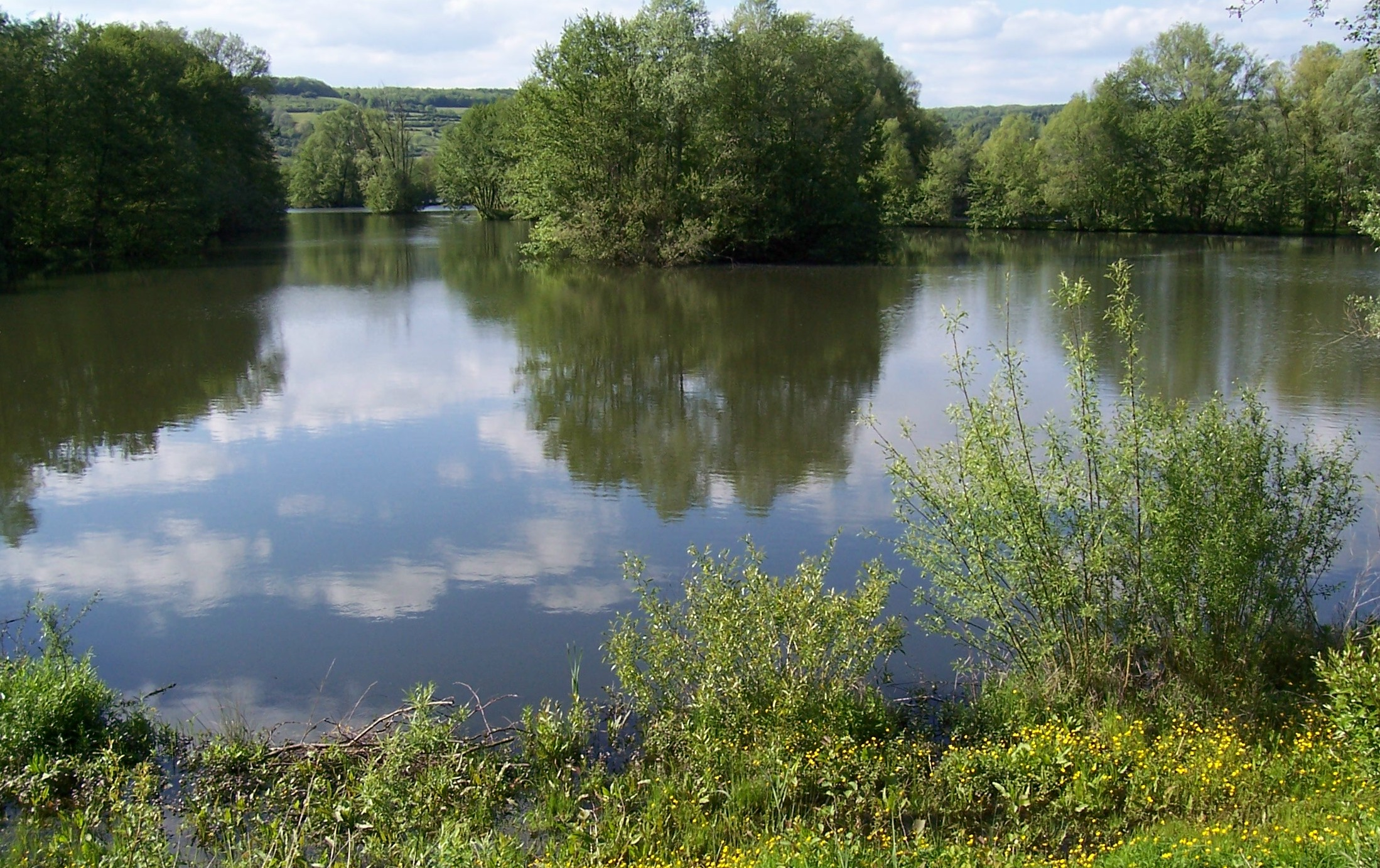
Altarm der Blies bei Bliesbruck

Von Natur aus wären die Bliesauen überwiegend bewaldet. Die Baum- und Straucharten weisen eine unterschiedliche Toleranz gegenüber den wiederkehrenden Überschwemmungen auf. Mit der Urbarmachung der fruchtbaren Auen wurden die Auenwälder bis auf wenige Reste gerodet und in Wiesen, Äcker oder Weiden umgewandelt. Dadurch entstand ein Mosaik unterschiedlicher Lebensräume. In der Blies selbst kommen zwar Wasserpflanzen wie Igelkolben und Kamm-Laichkraut (Potamogeton pectinatus) vor, sie sind aber überwiegend in langsam fließenden Abschnitten zu finden, z. B. bei Niederbexbach. Typisch für viele Wasserpflanzen ist das Fluten, d. h. die Pflanzen bilden in der Strömung Schwaden aus, wie der Haken-Wasserstern (Callitriche hamulata), den man in der Blies z. B. bei Bliesbruck findet.
In der Wasserwechselzone der Blies ist kein durchgehender Röhrichtgürtel (z. B. Rohrglanzgras Phalaris arundinacea L.) ausgebildet, vor allem wegen der Beschattung durch Ufergehölze und der Befestigung der Uferränder. Insbesondere unterhalb von Blieskastel ist die Blies naturnah und von einem Ufergehölzsaum begleitet, typischerweise mit Schwarzerlen und verschiedenen Weidenarten.
Die Auenwiesen sind verbreitet als Glatthaferwiese ausgeprägt, an der unteren Blies teilweise mit dem seltenen Kümmelblättrigen Haarstrang, der in Deutschland besonders im Moselgebiet vorkommt. Auch die Gewöhnliche Nesselseide kommt vor, eine vor allem auf Brennnesseln schmarotzende Art.

## Infrastruktur

### Bahnstrecken
1857 wurde die Bahnstrecke Homburg–Zweibrücken eröffnet, die von Homburg bis Schwarzenacker dem Lauf der Blies folgt. 1878 folgte die Bliestalbahn Zweibrücken–Saargemünd. Beide Strecken wurden inzwischen stillgelegt.

### Freizeit
Im Tal der Blies ist der Tourismus nicht sehr entwickelt. Einige Rad- oder Wanderwege führen entlang des Flusses besonders auf ehemaligen Eisenbahntrassen, so der Blieswanderweg auf der Bliestalbahn zwischen Blieskastel und Reinheim und auf der Bahnstrecke St. Wendel–Tholey. Sowohl der Saarland-Radweg wie auch der Glan-Blies-Radweg (Staudernheim–Saargemünd) verlaufen im unteren Bliestal. Die Blies eignet sich für den Kanusport; das Befahren ist aber im Bereich zweier Schutzgebiete (Blies und Bliesaue zwischen Blieskastel und Bliesdalheim, ungefähr ab Neunkirchen bis zur Landesgrenze) in der Zeit vom 15. April bis 15. August untersagt.